# Csilla Hegedüs
Csilla Hegedüs (Cluj-Napoca, 9 settembre 1967) è una politica rumena, membro dell'Unione Democratica Magiara di Romania, che è stata ministro della cultura e vice primo ministro nel gabinetto di Victor Ponta dal novembre al dicembre 2014. È stata anche segretaria di Stato nello stesso ministero dal marzo al novembre 2014..

## Biografia
Nel 1997, Hegedüs si è laureata in economia alla Università Babeș-Bolyai; ha inoltre intrapreso gli studi nel settore del turismo e della gestione aziendale presso l'Università cristiana Dimitrie Cantemir. Ha inoltre conseguito una laurea in educazione degli adulti nel 2009 presso l'Università di Pécs. Dal 1997 al marzo 2014, è stata a capo della Transilvania Trust Foundation, destinata a preservare edifici in Transilvania. Successivamente, divenne segretaria di stato presso il Ministero della Cultura, e fu promossa a ministro a novembre. Lasciò le sue posizioni di gabinetto il mese seguente quando il suo partito lasciò il governo.